# Maaouya Ould Sid'Ahmed Taya
Maaouiya Ould Sid'Ahmed Taya (árabe: معاوية ولد سيد أحمد الطايع) (28 de noviembre de 1941), también transliteratado como Mu'awiya walad Sayyidi Ahmad Taya. Es un político y militar mauritano, que fue Presidente de Mauritania.

## Biografía
Nació en la ciudad de Atar (Adrar). Ould Taya asistió a una escuela primaria franco-árabe de 1949 a 1955. Más tarde, asistió a la escuela secundaria Rosso en Mauritania del sur. Después de la graduación, asistió a una escuela militar en Francia en 1960 y se graduó como oficial.
Después de tener distintos puestos en las fuerzas armadas, Ould Taya fue nombrado Jefe de Personal del Ejército en enero de 1981. Fue elegido primer ministro el 25 de abril de 1981, cargo que ejerció hasta el 8 de marzo de 1984, cuando Mauritania sufrió un golpe de Estado por Mohamed Khouna Ould Haidalla. El 12 de diciembre del mismo año, Sid'Ahmed depuso también mediante un golpe de Estado blando al Presidente, creando un órgano de gobierno denominado Comité Militar para la Salvación Nacional.
Después de un período de liberalización política, la primera elección presidencial bajo el régimen de concurrencia de partidos políticos se celebró en 1992. Ould Taya se presentó como candidato por el Partido Republicano Democrático y Social, recibiendo un 62,8% de los votos y obteniendo la presidencia, bajo acusaciones de fraude por parte de la oposición. En 1997 renovó su puesto con una nueva elección, también acusada de fraudulenta por grupos políticos internos. El 7 de noviembre de 2003, en una nuevas elecciones, venció con el 67% de votos con las reiteradas denuncias de la oposición. Se realizaron nuevas elecciones, que fueron ganadas por Ould Taya con 67,02% de los votos. La oposición denunció el resultado como fraudulento de nuevo. 
Tanto en junio de 2003 como en agosto de 2004, sufrió dos intentos de golpe de Estado que fracasaron. 
En agosto de 2005, mientras se encontraba de viaje en Arabia Saudita para asistir a los funerales del Rey Fahd, un nuevo golpe de Estado el día 3, encabezado por Ely Ould Mohamed Vall derrocó el régimen, estableciéndose un grupo de oficiales y jefes militares bajo el nombre de Consejo Militar para la Justicia y la Democracia. Justo después del golpe, el depuesto presidente Maaouya Ould Sid'Ahmed Taya voló al capital de Níger, Niamey, donde el presidente Mamadou Tandja le ofreció asilo político. No obstante el 9 de agosto viajó a Gambia y, finalmente, el 22 de agosto fijó su residencia en Catar.